# Ђуран Ковачевић
Ђуран Ковачевић (Буковача, код Босанског Петровца, 18. април 1916 — Београд, 28. мај 2007) био је учесник Народноослободилачке борбе, генерал-мајор ЈНА и народни херој Југославије.

## Биографија
Рођен је 18. априла 1916. године у селу Буковачи, код Босанског Петровца. После завршетка основне школе, умро му је отац Мило, па због недостака средстава, није могао да настави даље школовање. Још као дечак, од 12 година, почео је да ради у пилани и на другим шумским пословима.
Одмах по отпочињању Априлског рата, 1941. године, ступио је у војску, у нади да ће бранити земљу и борити се против окупатора. Капитулација Југословенске краљевске војске, 17. априла 1941. године, затекла га је у Младеновцу. Пошто је одбио да се преда окупатору и оде у заробљеништво, запутио се пешке у родни крај.
Учесник је Народноослободилачке борбе од 27. јула 1941. године. Најпре се борио у Батаљону „Слобода“ Шековачког одреда, децембра 1941. године је био у Првој чети Ударног батаљона Босанске крајине, а затим у Трећој крајишкој ударној бригади.
Учествовао је у многим борбама и више пута се истицао храброшћу. Августа 1941. године, је с једним омладинцем пренео резервну митраљеску цев са Стражбенице на Оштрељ, вешто се пробијајући кроз непријатељске положаје. Почетком 1942. године учествовао је у разоружавању четника и у првом нападу на Италијане у Колунићу и Меденом Пољу. Априла 1942. на Мањачи је извукао, у врло тешким условима, рањеног брата Уроша кроз четничке положаје на слободну територију. У лето 1942. године Ђуран је, као командир вода, предводио бомбашку групу на усташко упориште Саницу, где је уништено неколико бункера и убијено око 20 усташа. У јесен 1942. у нападу на Врхпоље опет је предводио групу бомбаша, која је напала мост на Сани. Тада је сам бацио више од 15 бомби. У борби на Клокотовцу, изнад Кључа, храбро се борио против Немаца спречавајући их да продру на слободну територију Санице, где је омладина скупљала храну у тзв „Саничкој жетви“.
Крајем 1942. године, у нападу на Јајце, поновно је предводио бомбаше, који су омогућили јединицама да продру у град. И овом приликом је био лакше рањен, али је продужио борбу. Нешто касније, Ђуран је, на челу свог јуришног вода, изнад Масловара разбио групу од 450 четника и нанео јој тешке губитке, да би, већ 27. децембра, на планини Борје изненадио четничку јединицу и бомбама и рафалима је потпуно разбио. Уочи Нове 1943. године предводио је бомбаше у нападу на Теслић и заузимању непријатељских бункера, где је поново био лакше рањен.
У борбама током Четврте и Пете непријатељске офанзиве, поново су дошли до изражаја Ђуранови подвизи, а нарочито у борбама с Немцима на Макљену и на Зеленгори, када је на јуриш, са својом четом, заузео Вис и натерао Немце у провалију. На Зеленгори је испред Немаца извукао свог рањеног митраљесца Милана Родића.
На Подграбу код Сарајева, 17. јула 1943. године, вешто се привукао утврђеној згради, бацио бомбе и присилио усташе на предају. Тада је био тешко рањен. Ноћу 16/17. августа 1943, иако још није залечио ране, са својом четом се убацио у Доњи Вакуф и изнутра разбио одбрану града. И ту је био лакше рањен; али је, ускоро, учествовао у нападу на Бугојно. Тада је постављен за команданта Другог батаљона Треће крајишке бригаде.
Са својим батаљоном упао је 10. октобра 1943. године у Зеницу и изненадио Немце и усташе. На челу свог батаљона, 31. децембра 1943. године, продро је у Бању Луку, све до Кастела и ту био опкољен, али је успешно извео пробој, и у борби прса у прса, био рањен у главу. У току десанта на Дрвар, истакао се у борби у којој је Трећа крајишка ударна бригада, осигуравајући повлачење Врховног штаба НОВ и ПОЈ из Дрвара, разбила јаку немачку колону.
У току продора јединица НОВЈ у Србију, 28. августа 1944. године, Ђуран је с батаљоном самоиницијативно прешао мост на Лиму и заузео Прибој, а одмах затим разбио Ужичко-златиборски четнички корпус и на јуриш заузео Ариље. У борбама код Ваљева с два своја борца заробио је 42 четника. Од посебне важности је акција 11. септембра 1944. године, када се Ђуран с батаљоном пробио на Равну гору, разбио осигурање четничке врховне команде Драже Михаиловића, заробио комору, архиву и радио-станицу „Слободне југословенске планине“.
Ђуран се истакао и борбама за ослобођење Београда, октобра 1944. године, када је самоиницијативно, са својим батаљоном поред Дунава упао у непријатељску позадину и изишао на Калемегдан, где је истакао прелазну заставу Треће крајишке ударне бригаде, коју је добио у Боговађи, код Ваљева, за најуспешније акције у Србији. У борбама на Сремском фронту је предводио свој батаљон у јуришима и пробијао се у непријатељску позадину. После ослобођења Товарника, 7. децембра 1944. године, тешко је рањен у јуришу.
После ослобођења Југославије, Ђуран Ковачевић је наставио професионалну каријеру у Југословенској народној армији (ЈНА). Био је командант Прве пролетерске бригаде, начелник Штаба Прве пролетерске дивизије, командант 30. пешадијске дивизије, командант дивизије Корпуса народне одбране Југославије (КНОЈ) и дуже времена обављао одговорне дужности на Војној академији и у Генералштабу ЈНА. Још у току рата је завршио курс при Официрској школи Врховног штаба 1944. године, после рата, Вишу официрску школу у Совјетском Савезу, Вишу војну академију ЈНА и Ратну школу ЈНА. Пензионисан је 1967. године у чину генерал-мајора ЈНА.
Умро је 28. маја 2007. године у Београду. Сахрањен је у Алеји народних хероја на Новом гробљу.
Носилац је Партизанске споменице 1941. и више других југословенских одликовања, међу којима су — Орден братства и јединства са златним венцем, Орден партизанске звезде са сребрним венцем, Орден заслуга за народ са сребрним зрацима, Орден за храброст и Орден народне армије са сребрном звездом. Орденом народног хероја одликован је, међу првим борцима НОВ и ПОЈ, 13. марта 1945. године.